# قسم جان الريفي (مقاطعة دورود)
قسم جان الريفي (بالفارسية: دهستان ژان) هي منطقة ريفية تقع في القسم المركزي في إيران. يقدر عدد سكانها بـ 20,175 نسمة .